# Norrbomia yukonensis
Norrbomia yukonensis är en tvåvingeart som beskrevs av Marshall och Allen L.Norrbom 1992. Norrbomia yukonensis ingår i släktet Norrbomia och familjen hoppflugor. Inga underarter finns listade i Catalogue of Life.